# Новый фламандский альянс
Новый фламандский альянс (нидерл. Nieuw-Vlaamse Alliantie; N-VA) — политическая партия в Бельгии, действующая во Фламандском сообществе. Идеология партии основана на идеях умеренного консерватизма и фламандского национализма вплоть до отделения Фландрии от Бельгии. Партия также поддерживает идеи евроинтеграции и участвует в работе Европейского свободного альянса, представляющего национальные меньшинства разных стран Евросоюза.
Партия образовалась в результате раскола фламандской националистической партии Народный Союз, существовавшей с 1954 года. Представители левого крыла образовали партию SPIRIT (Sociaal, Progressief, Internationaal, Regionalistisch, Integraal-democratisch, Toekomstgericht); затем партия была переименована в Социально-либеральную партию, а она, в свою очередь, взяла курс на слияние с партией Зелёные!. В НФА перешли представители правого крыла партии.
В 2003 году партия приняла участие в парламентских выборах, на которых ей удалось собрать 201 399 (3,1 %) голосов и получить одно место в Палате представителей. На выборах 2007 года партия выступила в союзе с партией Христианские демократы и фламандцы. Тремя годами ранее партия приняла участие в выборах в Европарламент 2004 года в составе того же союза и получила 1 место в Европарламенте (ХДиФ получили 3 места). На выборах в Европарламент 2009 года партия выступала самостоятельно и получила 402 545 (9,88 % во Фламандском сообществе) голосов и 1 депутатский мандат. В 2009 году партия также приняла участие в региональных выборах и получила 16 из 124 мест во Фламандском парламенте и 1 место из 89 в Брюссельском региональном парламенте.
Партия являлась одним из фаворитов парламентских выборов 13 июня 2010 года — по данным последних предвыборных опросов, она могла рассчитывать на 26 % голосов избирателей Фламандского сообщества. На самих выборах партия получила 1 102 160 (17,29 %) голосов и 27 на выборах в Палату представителей и 1 268 894 (19,61 %) голосов и 9 мест на выборах в Сенат.

## Интересные факты
- По аналогии с НФА был назван пародийный Новый гентский альянс, выступающий за независимость города Гента от Бельгии.